# Герб Вижницкого района
Герб Вижницкого района — один из официальных символов Вижницкого района Черновицкой области Украины.

## Описание
Герб представляет собой четырехугольный геральдический щит зеленого цвета с закругленными нижними углами и заострением в основании. В центре щита изображен въездной знак, внутри которого расположен темно-зеленый элемент буковинского орнамента. Справа въездного знака мужская, а слева женская фигуры в национальной одежде. Женщина держит блюдо с орнаментом, а человек - топорик. Внизу на щите изображены 5 синих дуг.
Сверху щит увенчан лентой цветов национального флага Украины. В центре вверху расположен еловый трилистник, форма которого напоминает форму герба Украины. В самом низу размещен венок из букового листья темно-зеленого цвета.

## Символика
- Зеленый цвет олицетворяет карпатские горы.
- Въездной знак, мужчина и женщина - символ гостеприимства.
- Орнамент, национальная одежда указывают на развитие народных ремесел.
- Синие дуги символизируют реку Черемош, что течет в этом районе.
- Лента вверху указывает на принадлежность региона к Украине.
- Трилистник - символ спокойствия и уважения.
- Буковый венок символизирует успех и славу.